# 6332 Vorarlberg
6332 Vorarlberg eller 1992 FP3 är en asteroid i huvudbältet som upptäcktes den 30 mars 1992 av den tyske astronomen Freimut Börngen vid Tautenburg-observatoriet. Den har fått sitt namn efter det österrikiska förbundslandet Vorarlberg.
Asteroiden har en diameter på ungefär 12 kilometer.